# Quarterada

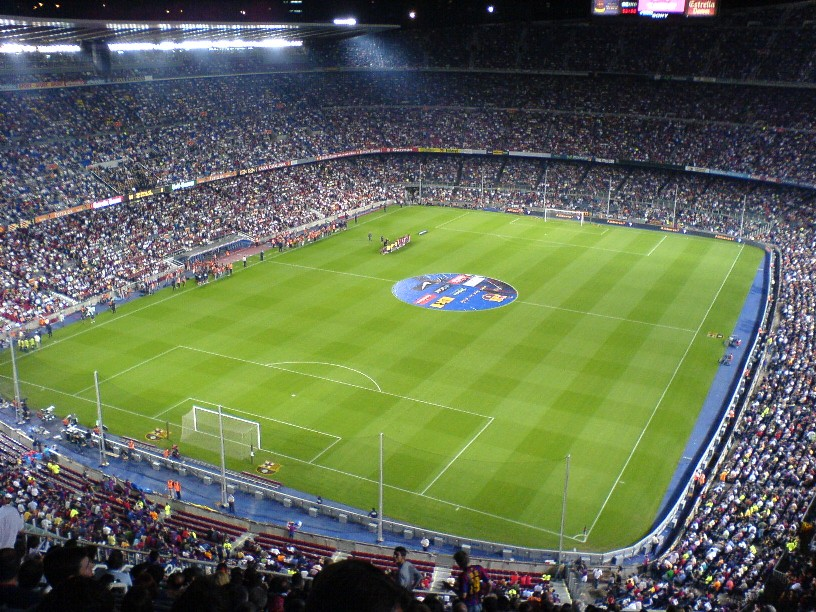
Les dimensions del terreny de joc del Camp Nou són de 105x68 m, que donen una superfície de joc de 7140 m², només un menyspreable 0,52% superior a l'extensió d'una quarterada (7103 m²)

La quarterada és la principal unitat de mesura de superfície de la terra agrícola a Mallorca. La seva superfície és equivalent a 7 103,1 m² o 0,71031 ha.
La quarterada fou una unitat de mesura que implantà el rei Jaume I després de la conquesta de Mallorca i es definí com la superfície de terra que té quatre costats iguals de 40 braces del Rei que equivalen a 84,28 metres. La braça és la longitud entre els extrems de les dues mans amb els braços estesos, i la del Rei era de 2,107 m, superior a la de la mitjana dels homes d'aquell temps.
La quarterada es divideix en quatre quartons, i cada quartó es divideix en quatre horts, o sigui que 16 horts fan una quarterada. La quarterada també equival a una setzena part d'una jovada. El mot quarterada és un derivat de quartera, una unitat també de mesura de superfície de terra.

## Quadre d'equivalències
|                | Jovada | Quarterada | Quartó | Hort | Destre quadrat | Pam quadrat | Metre quadrat |
| Jovada         | 1      | 16         | 64     | 256  | 6 400          | 3 019 705   | 113 649,60    |
| Quarterada     |        | 1          | 4      | 16   | 400            | 188 732     | 7 103,10      |
| Quartó         |        |            | 1      | 4    | 100            | 47 183      | 1 775,78      |
| Hort           |        |            |        | 1    | 25             | 11 796      | 443,94        |
| Destre quadrat |        |            |        |      | 1              | 472         | 17,76         |
| Pam quadrat    |        |            |        |      |                | 1           | 0,0376        |
| Metre Quadrat  |        |            |        |      |                |             | 1             |